# McNichols Sports Arena
McNichols Sports Arena fue un estadio cubierto localizado en Denver, Colorado. Situado junto al Mile High Stadium y terminado de construir en 1975, con un coste de 16 millones de dólares, tenía una capacidad para 16 061 en partidos de hockey sobre hielo y 17 171 en partidos de baloncesto. Disponía de 27 palcos de lujo, los cuales se añadieron en la remodelación de 1986. Su nombre se debe al alcalde de Denver William H. McNichols, Jr., que ocupó el cargo entre 1968 y 1983.

## Historia
El estadio, conocido popularmente como Big Mac, abrió sus puertas el 22 de agosto de 1975 con un espectáculo del músico y estrella de la televisión Lawrence Welk. Hubo una fuerte polémica a costa del nombre elegido, ya que McNichols era en ese momento todavía el alcalde de la ciudad. Desde su apertura, fue la sede del equipo de los Denver Nuggets, tanto en su trayetcoria en la ABA hasta 1976, como en la NBA hasta el final de la temporada 1998-99. También fue la sede de varios equipos locales de hockey sobre hielo.
Albergó en 1976 el All-Star Game de la ABA que enfrentó a los Nuggets contra un combinado de estrellas del resto de la liga. En 1990 fue la sede de la Final Four de la NCAA, que acabó ganando Nevada Las Vegas ante Duke. También fue la sede del All-Star Game de la NBA 1984.
Tras la marcha de los Nuggets y los Avalanche al Pepsi Center, el estadio fue demolido en el año 2000, para crear espacio para un aparcamiento en los alrededores del Sports Authority Field at Mile High.

## Eventos
A lo largo de su historia ha albergado innumerables conciertos de los grupos más importantes de la música actual. Entre todos ellos destacan el que dieron los Grateful Dead en 1977, los Bee Gees en 1979, los guitarristas de The Rolling Stones Keith Richards y Ron Wood en 1979, el A Conspiracy of Hope Tour, una gira a beneficio de Amnistía Internacional en el cual actuaban U2, Sting, Bryan Adams, Peter Gabriel, Lou Reed, Joan Baez y The Neville Brothers, o los dos conciertos que dio Michael Jackson de su Bad World Tour en marzo de 1988. En 1993 se llevó a cabo el primer evento de UFC, llamado "The ultimate fighting championship" donde Royce Gracie fue el primer ganador dando lugar posteriormente al nacimiento de las MMA.